# Sovinec
Sovinec (německy Eulenberg, dříve Aulnburg) je vesnice v okrese Bruntál patřící pod obec Jiříkov. Vesnice leží pod stejnojmenným hradem. Sovinec měl ve znaku sovu.

## Historie
První písemná zmínka o obci pochází z roku 1353.

## Vývoj počtu obyvatel
Počet obyvatel Sovince podle sčítání nebo jiných úředních záznamů:
| Rok            | 1869 | 1880 | 1890 | 1900 | 1910 | 1921 | 1930 | 1950 | 1961 | 1970 | 1980 | 1991 | 2001 |
| -------------- | ---- | ---- | ---- | ---- | ---- | ---- | ---- | ---- | ---- | ---- | ---- | ---- | ---- |
| Počet obyvatel | 502  | 454  | 383  | 298  | 271  | 265  | 276  | 115  | 90   | 61   | 61   | 43   | 30   |

V Sovinci je evidováno 67 adres : 43 čísel popisných (trvalé objekty) a 25 čísel evidenčních (dočasné či rekreační objekty). Při sčítání lidu roku 2001 zde bylo napočteno 40 domů, z toho 16 trvale obydlených.

## Pamětihodnosti
- Kostel svatého Augustina je empírový jednolodní kostel vybudovaný mezi lety 1842–1845. Zvonice kostela stojí na základech osmiboké dělostřelecké bateriové věže vybudované za Vavřince Edera ze Štiavnice v poslední čtvrtině 16. století. Kostel je kulturní památkou ČR.[7]
- Zřícenina hradu Sovinec pochází ze 14. století a je kulturní památkou ČR.[8]

## Významní obyvatelé
V Sovinci žije český fotograf Jindřich Štreit.